# Underground Railroad
Underground Railroad (în traducere literală, Calea Ferată Subterană) a fost o rețea de rute secrete și case conspirative⁠(d) puse la punct în Statele Unite ale Americii de la începutul până la mijlocul secolului al XIX-lea. Ea a fost folosită în principal de sclavii afro-americani pentru a fugi în statele libere și în Canada. Rețeaua a fost asistată de aboliționiști⁠(d) și de alți simpatizanți ai cauzei evadaților. Sclavii care riscau evadarea și cei care îi ajutau sunt denumiți în mod colectiv Underground Railroad. Diverse alte rute duceau către Mexic, unde sclavia fusese abolită, și către insule din Caraibe care nu erau implicate în comerțul cu sclavi. O cale de evacuare anterioară, care mergea spre sud, spre Florida⁠(d), pe atunci posesiune spaniolă (cu excepția anilor 1763–83), a existat de la sfârșitul secolului al XVII-lea până pe la 1790. Cu toate acestea, rețeaua cunoscută acum în general sub numele de Underground Railroad a început la sfârșitul secolului al XVIII-lea. Ea ducea spre nord și a crescut constant până la semnarea Proclamației de Emancipare de către președintele Abraham Lincoln. O estimare sugerează că până în 1850, aproximativ 100.000 de sclavi au fugit prin intermediul rețelei.

## Context politic
Mulți dintre sclavii care au folosit Underground Railroad considerau Canada drept destinația lor finală. Se estimează că între 30.000 și 40.000 de oameni dornici de libertate s-au stabilit în Canada, dintre care jumătate au venit între 1850 și 1860. Alții s-au stabilit în statele libere din Nordul Statelor Unite. Mii de procese în instanță pentru sclavi evadați au fost înregistrate între Războiul Revoluționar și Războiul Civil. În conformitate cu prima Lege a Sclavilor Fugari din 1793⁠(d), oficialii din statele libere erau obligați să-i asiste pe proprietarii de sclavi sau pe agenții lor care îi recapturau pe fugari, dar unele legislative de state au interzis acest lucru. Legea facilita deținătorilor și prinzătorilor de sclavi capturarea afro-americanilor și readucerea lor în sclavie și, în unele cazuri, le permitea să înrobească negri liberi. De asemenea, ea a creat în rândul abolițiștilor dorința de a-i ajuta pe sclavi, ceea ce a dus la amplificarea societăților anti-sclavie și a rețelei Underground Railroad.
Cu un lobby intens din partea politicienilor din Sud, Compromisul din 1850 a fost adoptat de Congres după Războiul Mexicano-American. Acesta a venit și cu o lege mai strictă a sclavilor fugari; la nivel declarativ, compromisul aborda problemele regionale, obligând oficialii statelor libere să ajute la prinderea sclavilor și acordându-le imunitatea de a opera în state libere. Deoarece legea nu impunea prezentarea prea multor documente pentru a pretinde că o persoană este un fugar, prinzătorii de sclavi răpeau și negri liberi⁠(d), în special copii, și îi vindeau ca sclavi. Politicienii din Sud exagerau adesea numărul de sclavi evadați și adesea dădeau vina pentru aceste evadări pe nordicii care se amestecau în drepturile de proprietate din Sud. Legea îi priva pe cei suspectați că sunt sclavi de dreptul de a se apăra în instanță, făcând dificilă dovedirea statutului de om liber. Unele state din Nord au promulgat legi privind libertatea personală⁠(d) care interziceau funcționarilor publici să captureze sau să sechestreze foști sclavi. Percepția că statele nordice ignoră legile și reglementările privind sclavii fugari a fost o mare justificare pentru secesiune⁠(d).

## Trasee
Rutele Underground Railroad duceau spre nord către statele libere și Canada, spre Caraibe, către teritoriile vestice ale Statelor Unite și teritoriile indienilor. Unii căutători de libertate (sclavi evadați) au călătorit spre Sud către Mexic pentru a-și găsi libertatea.

### Spre nord către statele libere și Canada

#### Structura

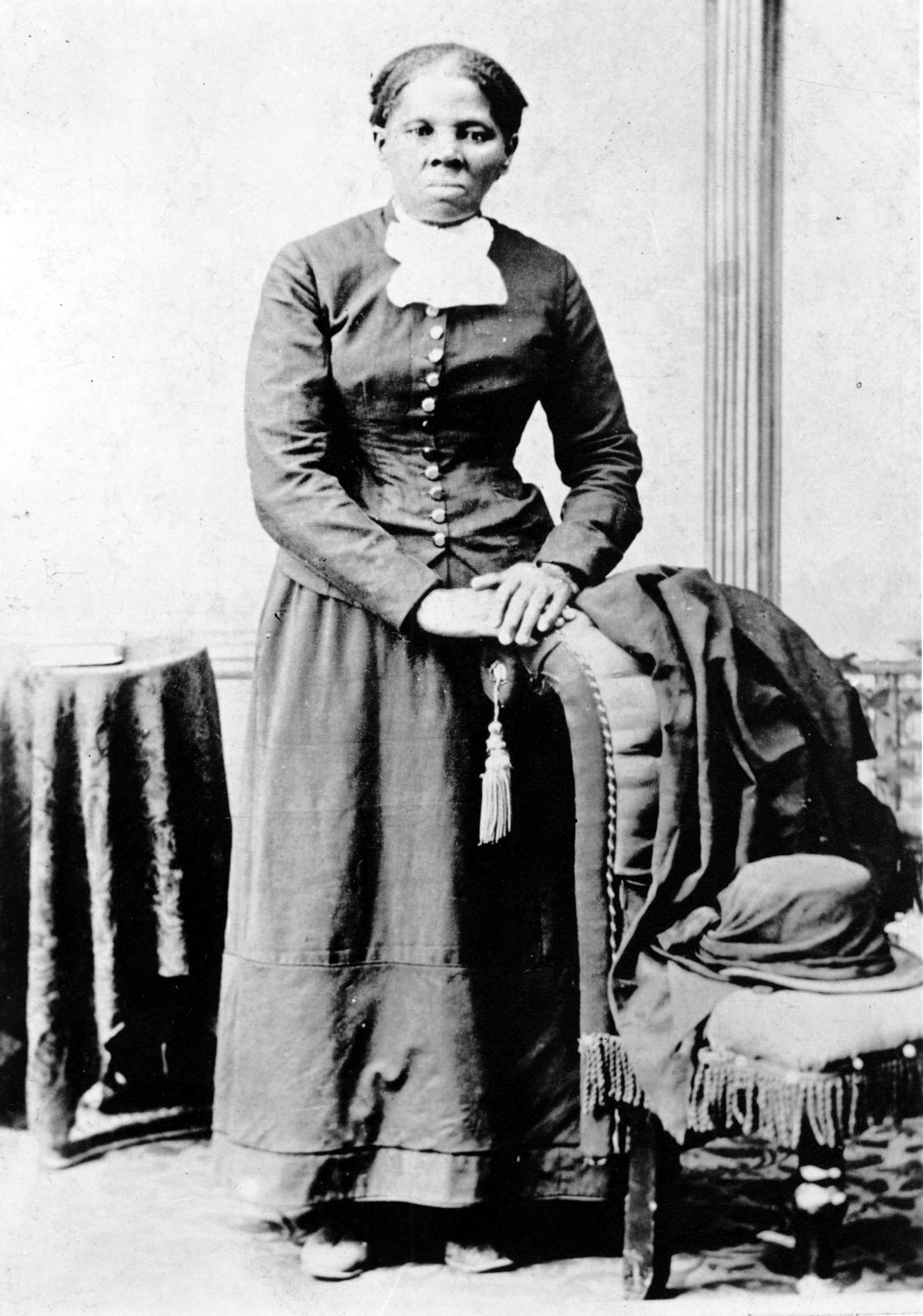
Harriet Tubman (foto HB Lindsley), c. 1870. Activistă Underground Railroad, Tubman a făcut 13 călătorii în Sud, ajutând la eliberarea a peste 70 de persoane. Ea a condus oamenii în statele libere din nord și în Canada. Acest lucru a ajutat-o pe Harriet Tubman să dobândească supranumele de „Moise al poporului ei”.

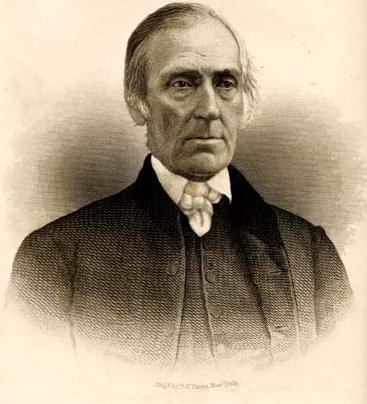
Aboliționistul Quaker Levi Coffin și soția sa Catherine au ajutat peste 2.000 de sclavi să scape spre libertate.

În ciuda denumirii, rețeaua de evadare nu era nici subterană, nici feroviară. (Căi ferate subterane reale nu au existat până în 1863.) Potrivit lui John Rankin, „a fost numită așa pentru că cei care circulau prin ea dispăreau din vederea publicului ca și cum ar fi intrat în pământ. După ce intrau pe acel drum printr-un punct, nu se mai putea găsi nicio urmă a acestor sclavi fugari. Erau transportați în secret de la un punct la altul până ajungeau la o destinație unde puteau să rămână liberi.” Rețeaua era cunoscută drept „cale ferată”, și folosea terminologia feroviară, cum ar fi „stație” și „conductor”, deoarece acesta era sistemul de transport folosit la acea vreme.
Underground Railroad nu avea un sediu și nici nu erau publicate ghiduri, hărți, pliante și nici articole prin ziare. Ea consta din puncte de întâlnire, rute secrete, transport și case conspirative⁠(d), toate întreținute de simpatizanți aboliționisti⁠(d) și comunicate prin viu grai⁠(d), deși există și informații despre un cod numeric folosit pentru criptarea mesajelor. Participanții se organizau în general în grupuri mici, independente; aceasta ajuta la păstrarea secretului. Cei care scăpau de sclavie se deplasau spre nord de-a lungul traseului de la o stație la alta. „Conductorii” proveneau din diferite medii și printre ei se numărau negri născuți liberi⁠(d), aboliționiști albi, foști sclavi (fie evadați, fie eliberați⁠(d)) și băștinași americani. Au jucat un rol și congregațiile creștine și clerul care considerau că sclavia este „contrară eticii lui Isus”; în special Societatea Religioasă a Prietenilor (Quakerii), congregaționaliștii, metodiștii Wesleyani⁠(d) și presbiterienii reformați⁠(d), precum și ramurile anti-sclavie ale cultelor mainstream, care au suferit schisme din cauza acestei chestiuni, cum ar fi Biserica Episcopală Metodistă⁠(d) și baptiștii⁠(d). Rolul negrilor liberi a fost crucial; fără ei, nu ar fi existat aproape nicio șansă ca fugarii din sclavie să ajungă la libertate în siguranță.

#### Trasee
Underground Railroad a profitat foarte mult de geografia graniței SUA-Canada: statele Michigan, Ohio, Pennsylvania și cea mai mare parte din New York erau separate de Canada prin apă, peste care transportul era de obicei ușor de aranjat și relativ sigur. Ruta principală pentru fugarii din Sud ducea în sus în Apalași, Harriet Tubman trecând prin Harpers Ferry⁠(d), prin regiunea Western Reserve⁠(d) din nord-estul statului Ohio, zonă cu o puternică orientare antisclavie, până la vastul țărm al Lacului Erie, și de acolo în Canada cu barca. Mai puțini, călătorind prin New York sau New England, treceau prin Syracuse⁠(d) (casa lui Samuel May⁠(d)) și prin Rochester, New York (casa lui Frederick Douglass), traversând râul Niagara sau Lacul Ontario spre Canada. Cei care călătoreau prin Munții Adirondack din New York, uneori prin comunitățile negre precum Timbuctoo, New York⁠(d), intrau în Canada prin Ogdensburg⁠(d), pe râul Sf. Laurențiu sau pe Lacul Champlain⁠(d) (ajutați de Joshua Young⁠(d)). Ruta de vest, folosită printre alții de John Brown, conducea din Missouri la nord în statul liber Iowa, apoi spre est, prin Chicago, până la râul Detroit.

#### Terminologie
Membrii Underground Railroad foloseau adesea termeni specifici, bazați pe metafora feroviară. De exemplu:
- Cei care ajutau sclavii să ajungă la rețea erau „agenți” (sau „păstori”)
- Călăuzele erau denumite „conductori”
- Ascunzătorile erau „gări” sau „halte”
- „Șefii de gară” ascundeau sclavii fugari în casele lor
- Cei care fugeau din sclavie erau denumiți „călători” sau „marfă”
- Primirea sclavilor în rețea era denumită „achiziționare de bilet”
- Finanțatorii rețelei erau denumiți „acționari”[26]

În rândul sclavilor, Underground Railroad era adesea cunoscută drept „trenul libertății” sau „trenul Gospel”, care se îndrepta spre „Paradis” sau „Țara Făgăduinței”, adică Canada.
William Still⁠(d), numit uneori „Părintele Underground Railroad”, a ajutat sute de sclavi să evadeze (până la 60 pe lună), uneori ascunzându-i în casa sa din Philadelphia. El a ținut o evidență riguroasă, inclusiv cu scurte biografii ale oamenilor, care adesea conțineau frecvente metafore de inspirație feroviară. El a întreținut o corespondență cu mulți dintre ei, acționând adesea ca intermediar în comunicațiile dintre cei care scăpaseră din sclavie și cei rămași în urmă. Ulterior, el a publicat aceste relatări în cartea The Underground Railroad: Authentic Narratives and First-Hand Accounts (1872), o resursă valoroasă din care istoricii pot înțelege cum funcționa sistemul și pot afla detalii despre ingeniozitatea fiecărei evadări.
Potrivit lui Still, mesajele erau adesea codificate astfel încât să poată fi înțelese doar de cei care activează în sistem. De exemplu, următorul mesaj: „Am trimis pe cale la ora două patru jamboane mari și două mici” arăta că patru adulți și doi copii au fost trimiși cu trenul de la Harrisburg la Philadelphia. Cuvântul suplimentar „pe cale” arăta că „pasagerii” nu erau trimiși cu trenul obișnuit, ci mai degrabă prin Reading, Pennsylvania⁠(d). În acest caz, autoritățile erau păcălite să meargă la locația obișnuită (gară) în încercarea de a intercepta fugarii, dar Still știa să se întâlnească cu ei în locația corectă și îi îndruma către siguranță. În cele din urmă, de acolo, se fugea fie mai la nord, fie în Canada, unde sclavia fusese abolită în anii 1830.
Pentru a reduce riscul infiltrărilor, mulți dintre cei asociați cu Underground Railroad cunoșteau doar partea lor din operațiune și nu întreaga schemă. „Conductorii” dirijau sau transportau fugarii din gară în gară. Un conductor se prefăcea uneori că este sclav pentru a intra într-o plantație. Odată parte a plantației, conductorul îi direcționa pe fugari spre nord. Sclavii călătoreau noaptea, aproximativ 15–30 km de la o gară la alta. Se odihneau, iar apoi se trimitea un mesaj către următoarea gară pentru a-l anunța pe șeful de gară că evadații sunt pe drum. Ei se opreau la așa-numitele „gări” sau „depouri” în timpul zilei și se odihneau. Gările erau adesea amplasate în subsoluri, hambare, biserici, sau în ascunzișuri în peșteri.
Locurile de odihnă în care evadații puteau dormi și mânca au primit numele de cod „gări” și „depouri”, care erau deținute de „șefii de gară”. „Acționarii” dădeau bani sau provizii pentru ajutorare. Folosind referințe biblice, fugarii denumeau Canada „Țara Făgăduinței” sau „Paradisul”, iar râul Ohio, care marca granița dintre statele sclavagiste și statele libere, era „Apa Iordanului”.

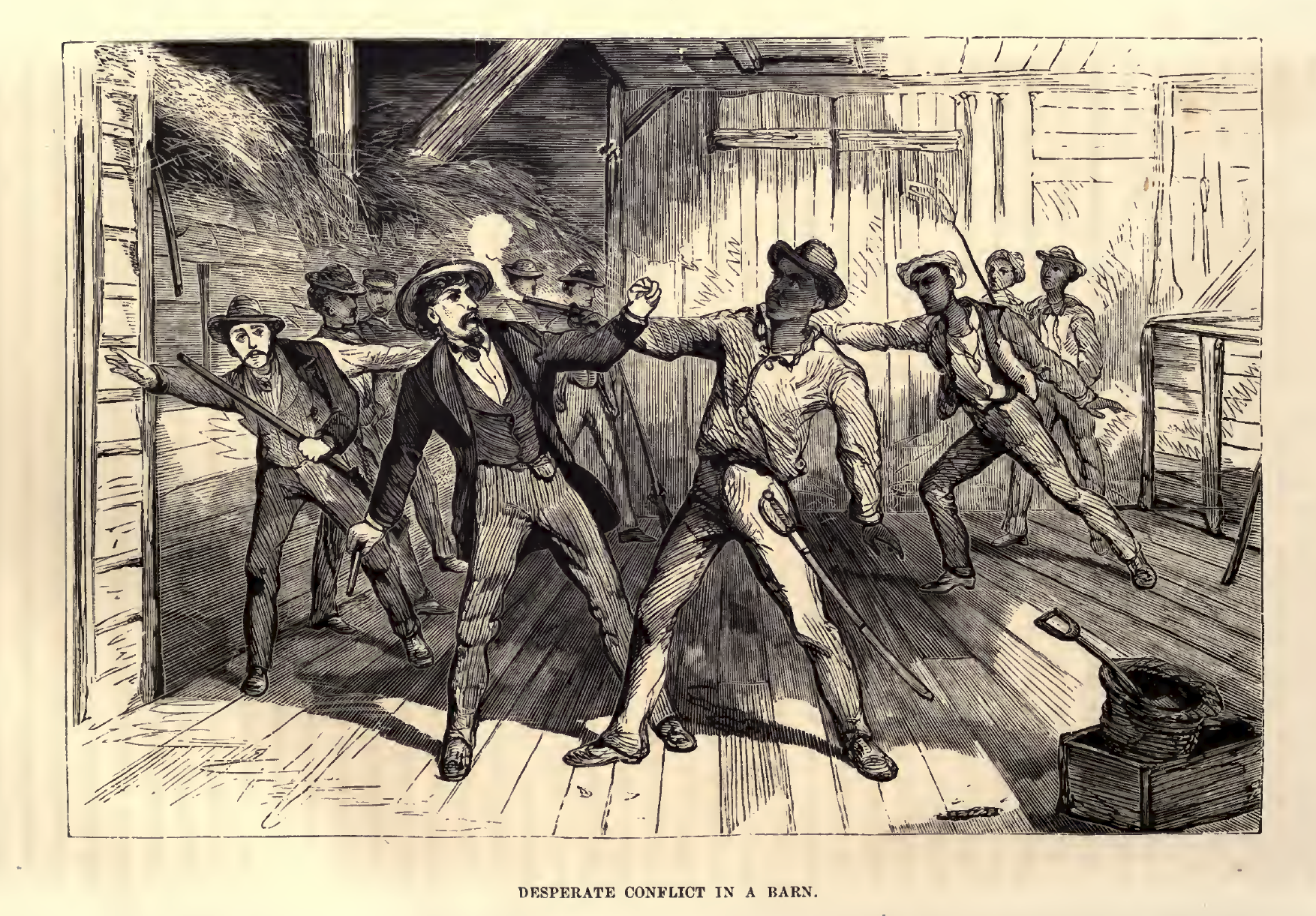
Luptă pentru libertate într-un hambar din Maryland. Gravură în lemn din The Underground Rail Road a lui William Still, p. 50

Majoritatea căutătorilor de libertate care fugeau din sclavie nu aveau parte de ajutor de la vreun aboliționist. Deși există relatări despre aboliționiști albi sau negri care îi ajutau pe cei care căutau libertatea, multe evadări au fost fără ajutor. Alte rute de evadare pe Underground Railroad erau comunitățile maroon⁠(d). Comunitățile maroon erau zone umede sau mlaștini în care sclavii evadați își întemeiau propriile comunități independente. Comunitățile maroon din Statele Unite erau în Virginia cele numite Great Dismal Swamp⁠(d), cele ale indienilor Black Seminole din Florida și altele.

#### Condițiile de călătorie
Deși fugarii călătoreau uneori cu ambarcațiuni sau cu trenul, de obicei, călătoreau pe jos sau cu căruța, uneori culcați și acoperiți cu fân sau produse similare, în grupuri de unul până la trei evadați. Unele grupuri erau considerabil mai mari. Aboliționistul Charles Turner Torrey⁠(d) și tovarășii săi au închiriat cai și căruțe și transportau adesea până la 15 sau 20 de persoane odată. Negri liberi și sclavi care activau ca marinari au ajutat sclavii să fugă, oferindu-le transport cu navele lor, informații despre cele mai sigure și mai bune rute de evacuare, locații sigure pe uscat și informații despre persoane de încredere care îi pot ajuta. Marinarii sclavi afro-americani aveau informații despre răscoalele sclavilor ce aveau loc în Caraibe și transmiteau aceste vești sclavilor cu care intrau în contact în porturile americane. Marinarii afro-americani liberi și sclavi au ajutat-o pe Harriet Tubman în misiunile ei de salvare. Marinarii negri i-au oferit informații despre cele mai bune rute de evacuare și au ajutat-o în misiunile de salvare.
Rutele erau adesea intenționat indirecte pentru a-i deruta pe urmăritori. Majoritatea evadărilor au fost efectuate de indivizi sau grupuri mici; ocazional, au existat evadări în masă, cum ar fi incidentul Pearl⁠(d). Călătoria era adesea considerată deosebit de dificilă și periculoasă pentru femei sau copii. Copiii erau uneori greu de făcut să tacă sau nu puteau ține pasul cu grupul. În plus, femeilor sclave li se permitea rar să părăsească plantația, ceea ce făcea ca lor să le fie mai greu să fugă în aceleași moduri în care o puteau face bărbații. Deși evadarea era mai grea pentru femei, unele femei au reușit. Unul dintre cei mai faimoși și de succes conductori (oameni care călătoreau în secret în statele sclavagiste pentru a-i salva pe cei care căutau libertate) a fost Harriet Tubman, o femeie care a scăpat din sclavie.
Din cauza riscului de deconspirare, informațiile despre rute și refugii sigure erau transmise prin viu grai, deși din 1896 datează informații despre un cod numeric folosit pentru criptarea mesajelor. Ziarele din Sud de pe atunci erau adesea pline cu pagini de anunțuri care solicitau informații despre sclavii fugari și ofereau recompense considerabile pentru capturarea și întoarcerea lor. Șerifii federali⁠(d) și vânătorii de recompense⁠(d) profesioniști, prinzători de sclavi⁠(d), urmăreau fugarii până la granița Canada-SUA⁠(d).
Fugarii nu erau singurii negri expuși riscului de a fi capturați de prinzătorii de sclavi. Având în vedere că în Sudul Profund, unde se cultiva extensiv bumbacul, cererea de sclavi este ridicată, negrii puternici și sănătoși în anii de maximă putere și capacitate de reproducere erau văzuți și tratați ca mărfuri foarte valoroase. Atât foști sclavi, cât și negri liberi erau uneori răpiți și vânduți ca sclavi, cum a fost Solomon Northup⁠(d) din Saratoga Springs, New York. „Certificatele de libertate”, declarațiile semnate și notarizate care atestau liberatea negrilor individuali, cunoscute și sub denumirea de hârtii de libertate, puteau fi ușor distruse sau furate, astfel încât ele ofereau puțină protecție deținătorilor.
Unele clădiri, cum ar fi Casa Crenshaw⁠(d) din sud-estul extrem al statului Illinois, sunt locuri cunoscute în care negrii liberi erau vânduți ca sclavi, cunoscute ca „Reverse Underground Railroad⁠(d)”. În condițiile legii sclavilor fugari din 1850, atunci când cei suspecți de fugă din sclavie erau sechestrați și aduși la un magistrat⁠(d) special, denumit „comisar”, aceștia nu aveau dreptul la un proces cu juriu și nu puteau depune mărturie în numele lor. Din punct de vedere tehnic, nu se făceau vinovați de nicio crimă. Șeriful sau prinzătorul privat de sclavi nu trebuia decât să depună un jurământ pentru a obține un înscris⁠(d) de recuperare⁠(d) pentru restituirea proprietății.
Camera Reprezentanților era dominată de congressmeni din Sud, deoarece populația statelor lor era artificial umflată prin includerea a trei cincimi⁠(d) din numărul de sclavi în totalul populației. În aceste condiții, Congresul a adoptat Legea Sclavilor Fugari din 1850 din cauza frustrării față de faptul că cei ce fugeau din sclavie erau ajutați de instituțiile publice și chiar oficiale din afara Sudului. În unele părți ale Nordului, prinzătorii de sclavi aveau nevoie de protecția poliției pentru a-și exercita autoritatea federală. Opoziția față de sclavie nu însemna însă că vreun stat îi primea cu brațele deschise pe negrii liberi. De exemplu, Indiana, a cărei zonă de-a lungul râului Ohio era colonizată de sudiști, a adoptat un amendament constituțional care interzicea negrilor liberi să se stabilească în acel stat. În Kansas, mișcarea de a face din Kansas un stat liber, fără sclavie, intenționa la un moment dat să împiedice negrii liberi să vină și în Kansas.

#### Sosirea în Canada

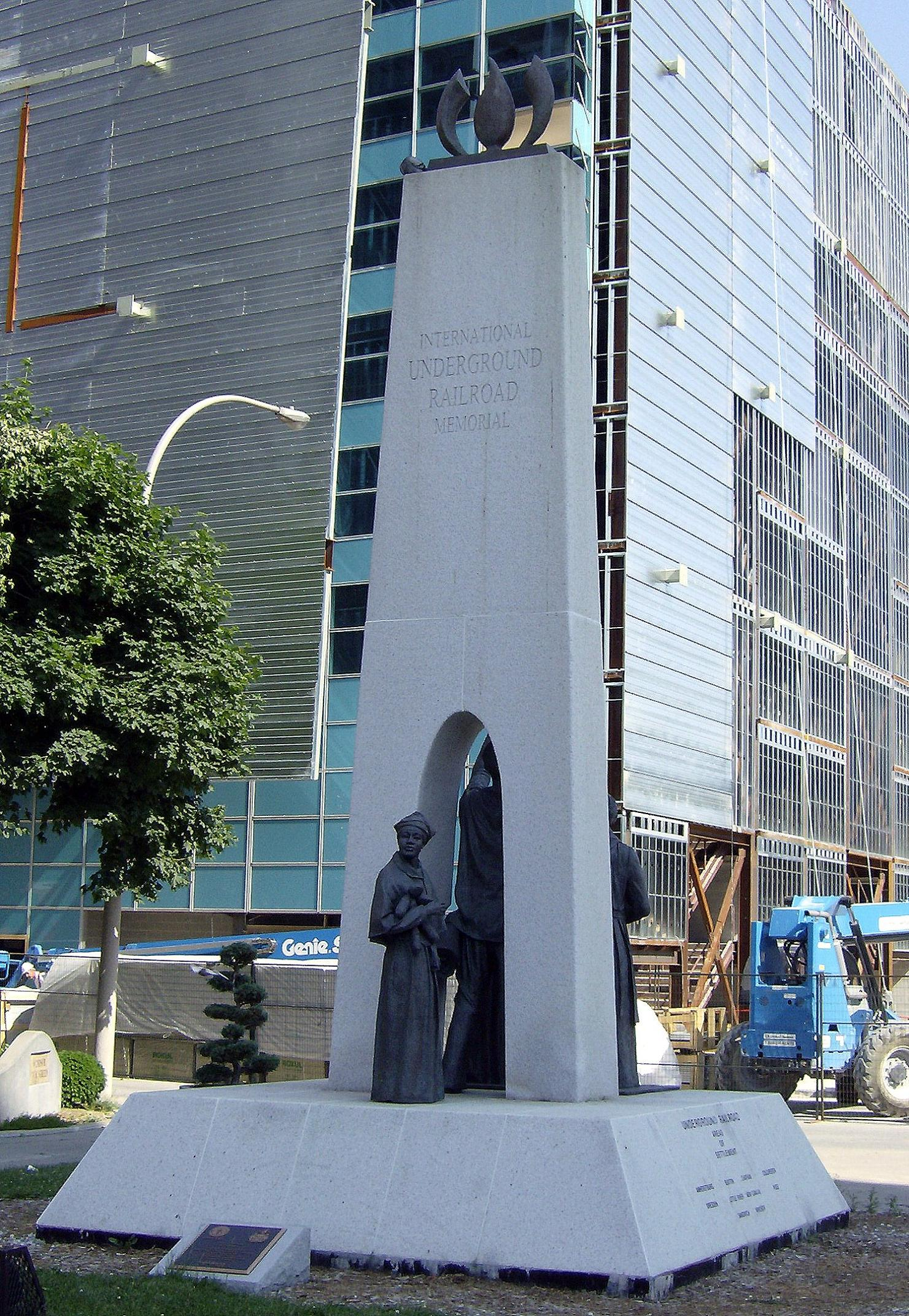
International Underground Railroad Memorial din Windsor, Ontario

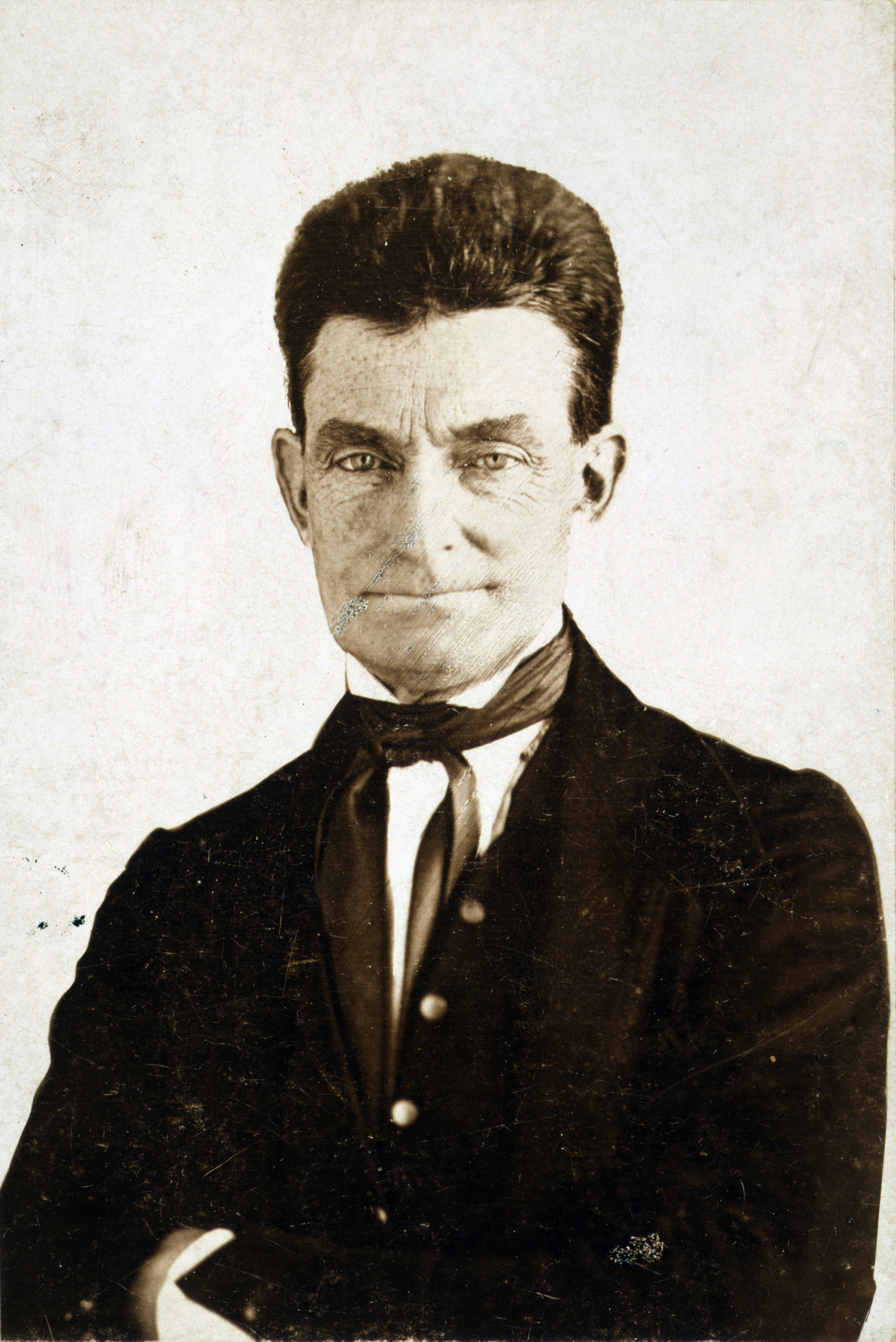
John Brown a participat la Underground Railroad ca aboliționist.

America de Nord Britanică (Canada de astăzi) era o destinație de dorit, deoarece granița sa lungă oferea multe puncte de acces, era în afara ariei de acțiune a prinzătorilor de sclavi⁠(d) și în afara zonei de aplicabilitate a Legilor Sclavilor Fugari⁠(d) din Statele Unite. În plus, sclavia fusese abolită cu zeci de ani mai devreme în Canada decât în Statele Unite. Regatul Unit interzisese instituirea sclaviei în Canada actuală (și în majoritatea coloniilor britanice) în 1833, deși practica sclaviei în Canada se terminase efectiv deja la începutul secolului al XIX-lea prin jurisprudență, din cauza deciziilor judecătorești rezultate din litigii în numele sclavilor care cereau manumisiunea⁠(d).
Cei mai mulți foști sclavi, ajungând în Canada cu barca peste Lacul Erie și Lacul Ontario, s-au stabilit în Ontario. S-a spus că peste 30.000 de oameni au evadat acolo prin intermediul rețelei în timpul perioadei de vârf de 20 de ani, deși cifrele recensământului din SUA sugerează că ar fi fost doar 6.000. Numeroase povești ale fugarilor sunt documentate în cartea din 1872 The Underground Railroad Records⁠(d) de William Still⁠(d), un aboliționist care a condus apoi Comitetul de Supraveghere⁠(d) din Philadelphia.
Estimările variază foarte mult, dar cel puțin 30.000 de sclavi și, potențial, mai mult de 100.000, au scăpat în Canada prin intermediul Underground Railroad. Cel mai mare grup s-a stabilit în Canada Superioară (Ontario), numită Canada Vest din 1841. Numeroase comunități canadiene negre⁠(d) s-au dezvoltat în sudul provinciei Ontario⁠(d). Acestea se aflau în general în regiunea triunghiulară delimitată de Niagara Falls, Toronto și Windsor. Mai multe sate formate în mare parte din sclavi scăpați au fost înființate în comitatele Kent⁠(d) și Essex⁠(d) din Ontario.
Fort Malden⁠(d), din Amherstburg, Ontario⁠(d), era considerat „principalul punct de intrare” pentru sclavii evadați care căutau să intre în Canada. Aboliționistul Levi Coffin, despre care se știe că a ajutat peste 2.000 de fugari să se salveze, prefera această variantă. El descria Fort Malden drept „marele punct de debarcare, principalul terminus al underground railroad din vest”. După 1850, aproximativ treizeci de oameni treceau pe zi spre Fort Malden cu vaporul.:15 Una dintre ambarcațiuni era Sultana, care a efectuat „frecvente călătorii dus-întors” între porturile Marilor Lacuri. Căpitanul său, CW Appleby, un celebru marinar, a facilitat transportul mai multor fugari din diferite porturi de pe Lacul Erie către Fort Malden.:110 Alți fugari de la Fort Malden fuseseră ajutați de William Wells Brown, el însuși scăpat din sclavie. El și-a găsit un loc de muncă pe un vapor de pe Lacul Erie și a transportat numeroși fugari din Cleveland în Ontario, prin Buffalo sau Detroit. „Este bine cunoscut”, spunea el, „că un mare număr de fugari își caută scăparea în Canada, pe calea Cleavelandului. . . . Prietenii sclavului, știind că îi voi transporta gratuit, întotdeauna aveau câte o rugăminte când vasul agungea la Cleaveland. Uneori am avut la bord patru sau cinci deodată.”
O altă destinație importantă a fost Nova Scotia, care a fost colonizată la începuturi de către loialiștii negri⁠(d) din timpul Revoluției Americane și apoi de către refugiați negri⁠(d) în timpul Războiului din 1812 (novascotieni negri⁠(d)). Importante așezări negre s-au dezvoltat și în alte părți ale Americii de Nord Britanice (astăzi, părți ale Canadei). Printre acestea s-a numărat Canada Inferioară⁠(d) (actualul Quebec) și insula Vancouver, unde guvernatorul James Douglas a încurajat imigrația negrilor din cauza opoziției sale față de sclavie. El spera și că o comunitate semnificativă de negri ar forma un bastion împotriva celor care doreau să unească insula cu Statele Unite. 
La sosirea la destinații, mulți fugari erau dezamăgiți, deoarece viața în Canada era grea. Deși nu se mai aflau în pericolul de a fi capturați de prinzătorii de sclavi⁠(d) întrucât se aflau în altă țară, discriminarea era încă larg răspândită. Mulți dintre noii sosiți trebuia să concureze pentru locurile de muncă cu masiva imigrație europeană, iar rasismul fățiș era ceva obișnuit. De exemplu, ca reacție la colonizarea loialiștilor negri în estul Canadei de către Coroană, orașul Saint John, New Brunswick⁠(d), și-a modificat statutul în 1785 anume pentru a exclude negrii de la practicarea de meșteșuguri, vânzarea de bunuri, pescuitul în port sau să devină oameni liberi; aceste prevederi s-au păstrat până în 1870.
Odată cu izbucnirea Războiului Civil în SUA, mulți refugiați de culoare au părăsit Canada pentru a se înrola în Armata Uniunii⁠(d). Unii s-au întors mai târziu în Canada, dar mulți au rămas în Statele Unite. Alții, în număr de ordinul miilor, s-au întors în Sudul american după încheierea războiului. Dorința de a se reconecta cu prietenii și familia era puternică, iar cei mai mulți erau plini de speranță în ceea ce privește schimbările pe care urmau să le aducă emanciparea și Reconstrucția.

#### Folclorul
Începând cu anii 1980, au apărut afirmații conform cărora desenele de pe pături⁠(d) au fost folosite pentru a semnala și a direcționa sclavii spre rutele de scăpare și locurile unde pot primi ajutor. Potrivit susținătorilor teoriei păturilor, erau folosite zece modele de pături pentru a direcționa sclavi să întreprindă anumite acțiuni. Păturile erau așezate pe rând pe un gard ca mijloc de comunicare nonverbală pentru a-i alerta pe sclavii care fugeau. Codul avea o dublă semnificație: în primul rând pentru a semnala sclavilor să se pregătească să evadeze, și în al doilea rând, să ofere indicii și să arate direcții de călătorie.
Teoria păturilor este controversată. Prima lucrare publicată care documentează un izvor de istorie orală datează abia din 1999, iar prima publicare a acestei teorii se crede a fi o carte pentru copii din 1980. Istoricii și cercetătorii practicii producerii de pături din America dinaintea Războiului Civil (1820–1860) contestă această legendă. Nu există nicio dovadă contemporană a vreunui fel de cod al păturilor, iar istoricii domeniului, precum Pat Cummings și Barbara Brackman au ridicat întrebări serioase cu privire la idee. În plus, istoricul Underground Railroad, Giles Wright, a publicat un pamflet în care dezmințea teoria păturilor.
Similar, unele izvoare populare, neacademice, susțin că unele cântece spirituale și de alt fel, precum „Steal Away” sau „Follow the Drinking Gourd⁠(d)”, conțineau informații codificate și îi ajutau pe oameni să navigheze. Ei au oferit puține dovezi pentru a-și susține afirmațiile. Savanții tind să creadă că, deși cântecele sclavilor exprimau cu siguranță speranța de eliberarea față de suferințele acestei lumi, cântecele nu ofereau un ajutor tangibil pentru sclavii fugari.
Underground Railroad a inspirat unele lucrări culturale. De exemplu, „Song of the Free⁠(d)” („Cântecul celor liberi”), scris în 1860 despre un bărbat care fugea din sclavie din Tennessee, către Canada, a fost compus pe melodia „Oh! Susanna⁠(d)”. Fiecare strofă se termină cu o referire la Canada ca țara „unde oamenii de culoare sunt liberi”. În Canada Superioară (astăzi Ontario) sclavia a fost interzisă prin lege din 1793; în 1819, John Robinson⁠(d), procurorul general al Canadei Superioare, a declarat că, locuind în Canada, rezidenții de culoare sunt eliberați și că instanțele canadiene le vor proteja libertatea. Sclavia în Canada⁠(d) în general era într-un declin rapid după o hotărâre judecătorească din 1803 și a fost în cele din urmă abolită definitiv în 1834.

#### Aspecte legale și politice
Când fricțiunile dintre Nord și Sud au culminat cu Războiul Civil, mulți oameni de culoare, atât sclavi cât și oameni liberi, au luptat pentru Armata Uniunii⁠(d). După victoria Uniunii în Războiul Civil, la 6 decembrie 1865, al treisprezecelea amendament la Constituție a scos sclavia în afara legii. În urma adoptării lui, în unele cazuri, Underground Railroad a funcționat în sens invers, deoarece fugarii se întorceau în Statele Unite.

#### Critici
Scriitorul și omul de stat evadat din sclavie Frederick Douglass a dat glas unei critici la adresa atenției pe care o atrăgea asupra sa calea ferată subterană, presupusă secretă, în autobiografia sa de referință, Narative of the Life of Frederick Douglass, an American Slave⁠(d) (1845):
„Niciodată nu am aprobat maniera foarte publică în care unii din prietenii noștri din vest au derulat ceea ce ei numesc Underground Railroad, dar care, cred eu, după declarațiile lor fățișe, a ajuns să fie mai degrabă upperground railroad.”
El continua spunând că, deși onorează mișcarea, simte că eforturile de publicitate slujesc mai mult la punerea în gardă a proprietarilor de sclavi decât la instruirea sclavilor, făcându-i pe primii mai vigilenți și îngreunând viitoarele evadări ale celor din urmă.

### Spre sud până în Mexic

#### Context
Începând cu secolul al XVI-lea, spaniolii au adus sclavi negri în Noua Spanie. De-a lungul timpului, afro-spaniolii liberi au preluat diverse meserii și ocupații și au servit în armată. Drepturile omului le erau recunoscute.

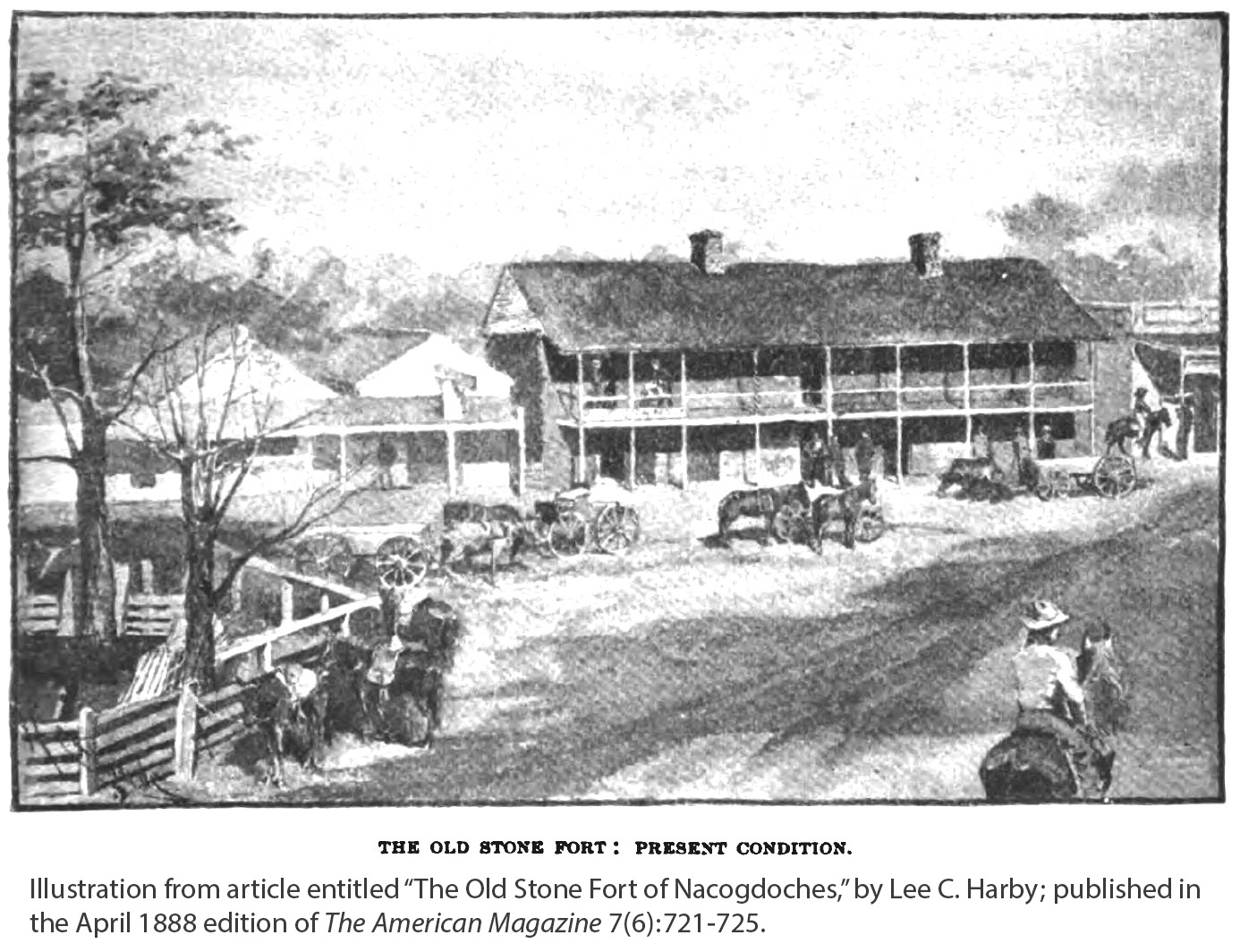
„”, de Lee C. Harby, The American Magazine, ediția aprilie 1888

În 1806, au ajuns sclavi la Fortul de Piatră⁠(d) din Nacogdoches, Texas,⁠(d) căutând libertatea. Ei au sosit cu un pașaport fals de la un judecător din Kentucky. Spaniolii au refuzat să-i trimită înapoi în Statele Unite. Mai mulți doritori de libertate au călătorit prin Texas în anul următor.
Sclavii erau emancipați prin trecerea graniței din Statele Unite în Mexic, care fusese colonie spaniolă⁠(d) în secolul al XIX-lea. În Statele Unite, sclavii erau considerați încă proprietate. Aceasta însemna că nu aveau drepturi de căsătorie și puteau fi vânduți departe de partenerii sau partenerele lor. De asemenea, nu aveau dreptul de a contesta pedepsele inumane și crude. În Noua Spanie, sclavii fugari erau recunoscuți drept oameni. Li se permitea să adere la Biserica Catolică și să se căsătorească. De asemenea, erau protejați de pedepse inumane și crude.
În timpul Războiului din 1812, la bătălia de la Fort Barrancas⁠(d), Andrew Jackson a invadat Florida spaniolă⁠(d), în parte pentru că mulți sclavi fugiseră acolo de pe plantațiile din Carolina și Georgia. Unii dintre fugari s-au alăturat seminolilor negri⁠(d) care mai târziu aveau să ajungă în Mexic. Mexicul a trimis însă semnale contradictorii cu privire la poziția sa în raport cu sclavia. Uneori permitea ca sclavii să fie readuși în sclavie, și permitea americanilor să se mute pe teritoriul spaniol pentru a popula nordul Mexicului, unde americanii aveau apoi să înființeze plantații de bumbac, aducând și mai mulți sclavi să lucreze pământul.
În 1829, președintele mexican Vicente Guerrero⁠(d) (care era de rasă metisă) a abolit oficial sclavia în Mexic. Doritorii de libertate de pe plantațiile din Sudul Profund⁠(d), în special din Louisiana, Mississippi și Texas, care încercau să scape din sclavie, au început să se îndrepte spre Mexic. La acea vreme, Texasul făcea parte din Mexic. Revoluția Texană, declanșată parțial pentru a legaliza sclavia, a dus la formarea Republicii Texas în 1836. În urma bătăliei de la San Jacinto, au existat câțiva sclavi care s-au retras din zona Houston împreună cu armata mexicană, considerând-o pe aceasta un mijloc de a scăpa de sclavie. Când Texasul a aderat la Uniune în 1845, a devenit stat sclavagist, iar Rio Grande a devenit granița internațională cu Mexicul.
Presiunea dintre statele libere și cele sclavagiste s-a adâncit pe măsură ce Mexicul a abolit sclavia în 1837 și statele din Vest s-au alăturat Uniunii ca state libere. Cu cât mai multe state libere erau adăugate la Uniune, cu atât influența reprezentanților statelor sclavagiste în Congres scădea.

#### State sclavagiste și vânătorii de sclavi
Ramura sudică din Underground Railroad trecea prin state sclavagiste, fără societăți aboliționiste și fără sistemul organizat din Nord. Cei care se ridicau împotriva sclaviei erau supuși agresiunii gloatelor, atacurilor fizice și spânzurărilor extrajudiciare. Prinzătorii de sclavi care căutau sclavi fugari. Nu au fost niciodată mai mult de câteva sute de negri liberi în Texas, ceea ce însemna că negrii liberi nu se simțeau în siguranță în acel stat. Rețeaua ce îi ajuta să ajungă în libertate era informală, instabilă și periculoasă.
Forturile militare, stabilite de-a lungul graniței de pe Rio Grande în timpul Războiului Mexicano-American din anii 1840, capturau și returnau în sclavie pe sclavii fugari.
Legea Sclavilor Fugari din 1850 incrimina asistența acordată sclavilor evadați care fugeau spre statele libere. La fel, guvernul Statelor Unite dorea să ajungă la o convenție Mexicul, astfel încât acesta din urmă să ajute la capturarea și returnarea celor căutați. Cu toate acestea, Mexicul și-a continuat practica de a permite oricui trece granițele sale să fie considerat om liber. Prinzătorii de sclavi au continuat să treacă granița de sud în Mexic și să captureze ilegal oameni de culoare și să-i aducă sau să-i readucă în sclavie. Un grup de vânători de sclavi au devenit Texas Rangers.

#### Trasee
Format:OSM Location map

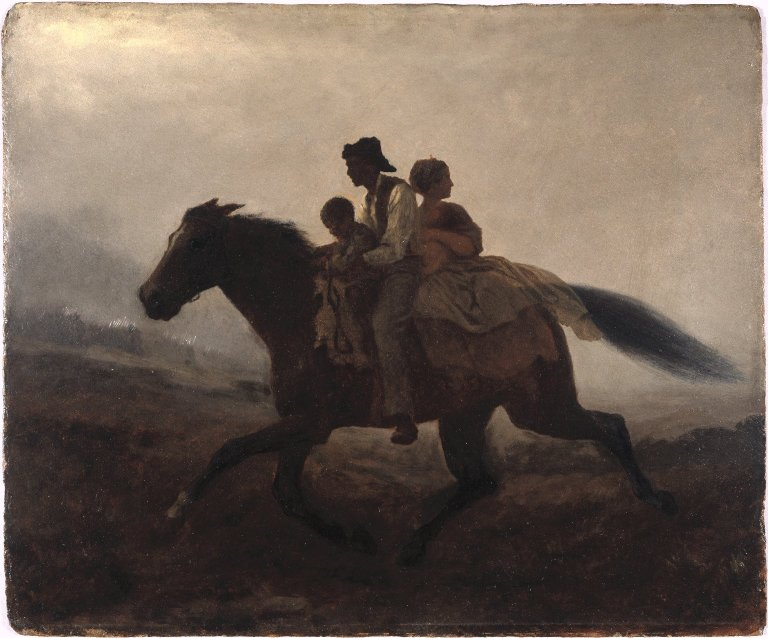
, ', ulei pe carton, 22 × 26,25 țoli, c. 1862,. Înfățișează o familie de afro-americani care fugeau din sclavie în Sudul Statelor Unite în timpul Războiului Civil American

Mii de oameni dornici de libertate au călătorit de-a lungul unei rețele din Sudul Statelor Unite până în Texas și în cele din urmă în Mexic. Sclavii din Sud călătoreau în general prin „țara neiertătoare” pe jos sau călare, în timp ce erau urmăriți de oamenii legii și de vânătorii de sclavi. Unii s-au urcat clandestin pe feriboturile care se îndreptau către vreun port mexican plecând din New Orleans, Louisiana și Galveston, Texas⁠(d). Unii transportau bumbac la Brownsville, Texas⁠(d) cu căruțele și apoi treceau în Mexic la Matamoros⁠(d).
Mulți călătoreau prin Carolina de Nord, Arkansas, Alabama, Louisiana sau Mississippi către Texas și în cele din urmă Mexic. Fugeau oameni din sclavie și din Teritoriul Indian (astăzi Oklahoma). Seminolii negri⁠(d) călătoreau pe o rută sud-vestică din Florida în Mexic.
Mersul pe uscat însemna că ultimele 150 de mile erau străbătute prin terenul dificil și extrem de călduros al Fâșiei Nueces⁠(d), situat între râul Nueces⁠(d) și Rio Grande. Umbră era puțină și apa potabilă lipsea în acest teritoriu arid. Evadații aveau mai multe șanse să supraviețuiască călătoriei dacă aveau un cal și o armă. 
National Park Service⁠(d) a identificat în 2010 o rută de la Natchitoches, Louisiana⁠(d) până la Monclova⁠(d), Mexic, care este aproximativ ruta Underground Railroad din sud. Se crede și că El Camino Real de los Tejas⁠(d) a fost o potecă folosită de fugari. El a fost declarat traseu istoric național⁠(d) de către președintele George W. Bush în 2004.

#### Asistență
Unii au călătorit singuri, fără asistență, iar alții au fost ajutați de oameni de-a lungul ramurii sudice din Underground Railroad. Ajutorul primit a constat în călăuziri, îndrumări, adăpost și provizii.
Negri, cupluri interrasiale și imigranții germani anti-sclavie au oferit sprijin, dar cea mai mare parte a ajutorului a venit de la muncitorii mexicani. De aceea, stăpânii de sclavi au ajuns să nu aibă încredere în mexicani, iar în Texas a fost promulgată o lege care le interzicea mexicanilor să vorbească cu sclavii. Muncitorii migranți mexicani au dezvoltat relații cu muncitorii negri sclavi cu care lucrau. Au oferit îndrumări, ca de exemplu metode de traversare a graniței, și înțelegere. După ce și-au dat seama în ce fel îi ajutau mexicanii pe sclavi să evadeze, proprietarii de sclavi și locuitorii orașelor texane au început să gonească oameni din oraș, să-i biciuiască în public sau să-i linșeze.
Chiar și unii oficiali de frontieră au ajutat sclavi să treacă în Mexic. În Monclova⁠(d), Mexic, un oficial de frontieră a făcut o chetă în oraș pentru o familie care avea nevoie de hrană, îmbrăcăminte și bani pentru a-și continua călătoria spre sud, departe de vânătorii de sclavi. Odată ce au trecut granița, unele autorități mexicane i-au ajutat pe foștii sclavi să nu fie returnați în Statele Unite de către vânătorii de sclavi.
Căutătorii de libertate care erau duși cu feriboturile către porturile mexicane au fost ajutați de căpitanii de nave mexicani, dintre care unul a fost prins în Louisiana și judecat pentru că a ajutat sclavi să scape.
Cunoscând repercusiunile fugii sau ajutorului dat fugarilor, oamenii au avut grijă să-și „acopere urmele”, astfel că sunt foarte rare date publice și personale despre cei care își căutau libertatea. Sunt mai multe date despre cei care încearcau să promoveze sclavia sau să prindă sclavi fugari. Peste 2.500 de evadări sunt documentate de Texas Runaway Slave Project de la Universitatea de Stat Stephen F. Austin⁠(d).

#### Căutători de libertate din Sud
Au fost plasate reclame în ziare care oferă recompense pentru returnarea „proprietății”. Vânătorii de sclavi călătoreau și prin Mexic. Au existat seminoli negri⁠(d), sau Los Mascogos, care trăiau în nordul Mexicului și au opus rezistență armată.

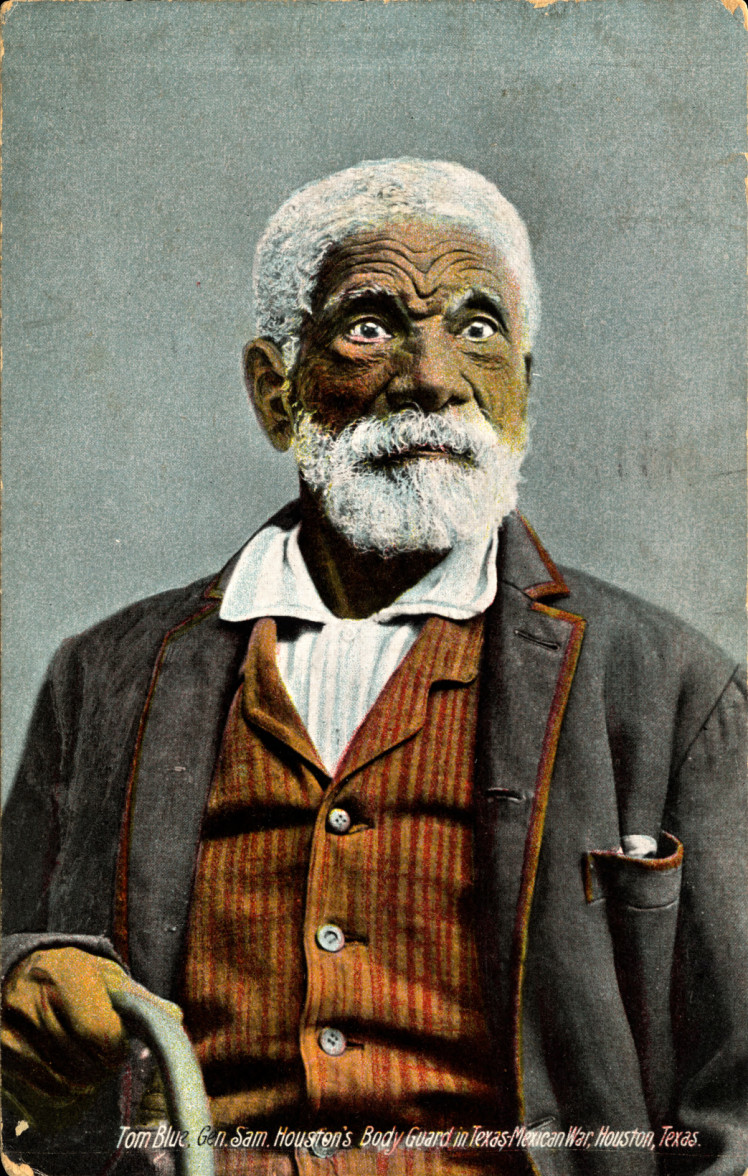
, sclav al generalului Sam Houston, a fugit și s-a alăturat armatei mexicane

Sam Houston, președintele Republicii Texas, a fost el însuși proprietar al sclavului Tom⁠(d) care a fugit. El s-a îndreptat spre Texas și, odată ajuns acolo, s-a înrolat în armata mexicană.
Un sclav a fost însemnat cu litera „R” pe fiecare parte a obrazului său după o încercare eșuată de a scăpa de sclavie. A încercat din nou în iarna lui 1819, părăsind călare plantația de bumbac a stăpânului. Împreună cu alți patru, ei au călătorit în sud-vest, spre Mexic, cu riscul de a fi atacați de băștinașii ostili, reținuți de vânătorii de sclavi sau atacați de „aligatorii mâncători de cai”.
Mulți oameni nu au reușit să ajungă în Mexic. În 1842, un bărbat mexican și o femeie de culoare au părăsit comitatul Jackson, Texas, pe doi cai, dar au fost prinși la râul Lavaca⁠(d). SoLos Mascogosția, sclavă, era valoroasă pentru proprietarul ei, așa că a fost înapoiată în sclavie. Soțul ei, probabil muncitor la fermă sau slujitor datornic, a fost imediat linșat.
Căutătorii de libertate își schimbat numele în Mexic. Intrau prin căsătorie în familii mexicane și se mutau mai la sud de granița dintre SUA și Mexic. Toți acești factori fac să fie dificilă depistarea locului foștilor sclavi. Universitatea de Stat Stephen F. Austin are o bază de date cu anunțuri despre sclavi fugiți ca parte a Proiectului Texas Runaway Slave. Works Progress Administration⁠(d) din timpul Marii Crize Economice, a inițiat un Federal Writers' Project pentru a documenta narațiunile despre sclavi, inclusiv despre cei care s-au stabilit în Mexic. Unul dintre ei a fost Felix Haywood, care și-a găsit libertatea când a traversat Rio Grande.

#### Stațiile de pe Rio Grande
Două familii, Webber și Jackson, trăiau pe malul fluviului Rio Grande și ajutau oamenii să scape de sclavie. Soții erau albi, iar soțiile erau femei de culoare care fuseseră anterior sclave. Nu se știe dacă Nathaniel Jackson⁠(d) a cumpărat libertatea Matildei Hicks și a familiei ei, dar la începutul anilor 1860, ei s-au mutat în comitatul Hidalgo, unde s-au stabilit și au trăit ca o familie. El era alb din Sud, iar ea era sclavă, care-i fusese iubită din copilăria petrecută în Alabama. El era fiul stăpânului ei, care a ajutat un grup de șapte familii în 1857 și pe alții să treacă în Mexic.
Silvia Hector Webber s-a născut ca sclavă în Florida de Vest și în 1819 a fost vândută unui stăpân din comitatul Clark, Arkansas. Fiul stăpânului de sclavi, John Cryer, a adus-o ilegal pe Silvia în Texasul mexican în 1828, la patru ani după ce Mexicul a scos în afara legii traficul cu sclavi pe teritoriul mexican. Cu toate acestea, Silvia, cu ajutorul lui John Webber, și-a asigurat ei și celor trei copii documente de libertate în 1834. Împreună, Silvia și John au trăit o viață întreagă de activități împotriva sclaviei și au adăpostit adesea fugari din sclavie în ferma și casa lor. Se știa că Silvia transporta persoane în căutarea libertății, cu o plută pe care o deținea pe ferma ei, către libertate în Mexic.
John Ferdinand Webber⁠(d), născut în Vermont, a trăit pe malul fluviului Rio Grande cu soția sa, Silvia Hector Webber, și împreună se știa că au ajutat sclavi să traverseze Rio Grande. Familiile Jackson și Webber, care ambele dețineau un serviciu de plutași cu licență, erau bine cunoscuți printre fugari.

#### Sosirea în Mexic
Ajunși în Mexic, căutătorii de libertate nu erau în deplină siguranță: trăiau conștienți că ar putea fi răpiți ilegal de vânătorii de sclavi sau blackbirders⁠(d).  Vânătorii de sclavi care încercau să răpească foști sclavi din Mexic puteau fi duși în judecată sau împușcați.
În Mexicul sărac era însă foarte puțin sprijin din partea noilor lor comunități și puține oportunități de angajare. Nu aveau acte oficiale care să menționeze că sunt liberi. Ei puteau, totuși, să încheie contracte de servitute⁠(d) și să se alăture coloniilor militare.
După ce s-au stabilit în Mexic, unii s-au întors în Statele Unite pentru a ajuta membrii familiei să evadeze și pentru a-i îndruma spre Mexic.

#### Colonii
Au fost aboliționiști din nord care au solicitat guvernului mexican să înființeze colonii pentru negrii liberi și fugari. Benjamin Lundy, un quaker, a făcut lobby pentru înființarea unei colonii în ceea ce este astăzi Texas la începutul anilor 1830, dar nu a reușit să obțină acest lucru când Texasul a legalizat sclavia după despărțirea de Mexic, sub numele de Republica Texas (1836). Seminolii negri⁠(d) au reușit însă să obțină teren pentru o colonie pe care au înființat-o în 1852. Pământul este încă deținut de urmașii lor.

#### Cercetare istorică

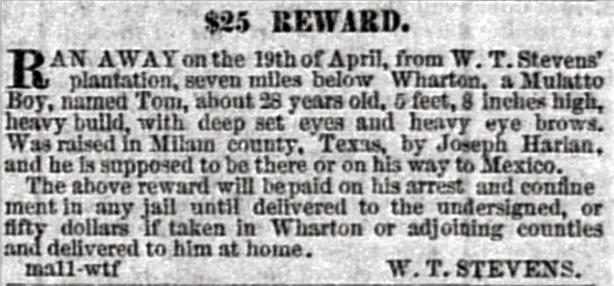
Recompensă de 25 USD pentru Tom, Galveston Weekly News din 11 mai 1858

Proiectul Texas Runaway Slave, situat în Nacogdoches⁠(d), la Universitatea de Stat Stephen F. Austin⁠(d), a cercetat anunțurile despre sclavi fugari apărute în 19.000 de ediții de ziare de la mijlocul secolului al XIX-lea.
Alice L. Baumgartner a studiat prevalența sclavilor care au fugit din sclavie din statele sclavagiste din Sud în Mexic. Ea a publicat South to Freedom: Runaway Slaves to Mexico and the Road to the Civil War. Thomas Mareite a finalizat o teză de doctorat la Universitatea Leiden despre experiențele sociale și politice ale sclavilor care au scăpat din robia din Sudul SUA în Mexic, intitulată Conditional freedom : free soil and fugitive slaves from the US South to Mexico's Northeast, 1803-1861. Roseann Bacha-Garza, de la Universitatea Văii Rio Grande Texas⁠(d), a gestionat proiecte de arheologie istorică și a cercetat incidența sclavilor care au fugit în Mexic. Maria Esther Hammack și-a finalizat teza de doctorat intitulată South of Slavery: Freedom Fighters & Black Movement across a Global Frontier, 1790-1868, despre la experiențele și căile întreprinse de cei care căutau libertatea, la Universitatea Texasului din Austin.
Mekala Audain a publicat recent un capitol intitulat „A Scheme to Desert: The Louisiana Purchase and Freedom Seekers in the Louisiana-Texas Borderlands, 1804-1806” în volumul editat In Search of Liberty: African American Internationalism in the Nineteenth-Century Atlantic World. Audain discută despre modul în care un număr mare de căutători de libertate au scăpat din Louisiana în 1804 și „nu au asociat libertatea cu nordul SUA, valea râului Ohio sau Canada; în schimb, au privit către frontiera de vest a SUA pentru a-și găsi libertatea”.

## Rețeaua naționalăUnderground Railroad
Ca urmare a legislației adoptate în 1990 pentru ca National Park Service să efectueze un studiu special pe tema Underground Railroad, în 1997, Congresul a introdus și ulterior a adoptat HR 1635 – Legea Rețelei Naționale Underground Railroad din 1998, pe care președintele Bill Clinton a promulgat-o în 1998. Această lege autoriza United States National Park Service⁠(d) să înființeze un program care să identifice siturile asociate, să le conserve și să popularizeze Underground Railroad și poveștile oamenilor implicați în el. National Park Service a desemnat multe site-uri în cadrul rețelei, a postat povești despre oameni și locuri, sponsorizează un concurs de eseuri și ține o conferință națională despre Underground Railroad în luna mai sau iunie în fiecare an.
Parcul istoric național Harriet Tubman⁠(d), care cuprinde rute de Underground Railroad în trei comitate din Eastern Shore din Maryland⁠(d) și locul de naștere al lui Harriet Tubman⁠(d), a fost înființat de președintele Barack Obama în temeiul Legii Antichităților la 25 martie 2013. Parcul său partener, Harriet Tubman National Historical Park⁠(d) din Auburn⁠(d), New York, a fost înființat pe 10 ianuarie 2017 și se concentrează pe ultimii ani ai vieții lui Tubman, precum și pe implicarea ei în Underground Railroad și mișcarea aboliționistă⁠(d).

## În cultura populară

### Inspirații pentru ficțiune
- The Underground Railroad⁠(d) este un roman din 2016 al lui Colson Whitehead⁠(d). A câștigat premiul național de carte în 2016 și premiul Pulitzer pentru ficțiune în 2017.[80]
- The Underground Railroad⁠(d) este un serial limitat pentru streaming din 2021, bazat pe romanul lui Whitehead.
- Underground⁠(d) este un serial american de televiziune care a avut premiera în 2016, la WGN America⁠(d).

### Literatură
- David Walker (1829) Appeal to the Coloured Citizens of the World
- Harriet Beecher Stowe (1852) Coliba unchiului Tom
- Caroline Lee Hentz⁠(d) (1854) The Planter's Northern Bride
- William M. Mitchell⁠(d) (1860) The Under-Ground Railroad
- Sarah Hopkins Bradford⁠(d) (1869) Scene din viața lui Harriet Tubman; (1896) Harriet Tubman, Moise al poporului ei

### Muzică
Underground Railroad a fost o companie creată de Tupac Shakur, Big D the Impossible, Shock G, Pee Wee, Jeremy, Raw Fusion și Live Squad cu scopul de a promova și ajuta tinerii de culoare cu înregistrări care să le permită să-și inițieze și să-și dezvolte carierele muzicale.

### Folclor și mit
- „Documentary Evidence is Missing on Underground Railroad Quilts”. historyofquilts.com. Arhivat din original la 14 mai 2011. Accesat în 15 decembrie 2004.
- „New Jersey's Underground Railroad Myth-Buster: Giles Wright is on a Mission to Fine Tune Black History”. Historic Camden County.
- „Putting it in Perspective: The Symbolism of Underground Railroad quilts”. quilthistory.com. Arhivat din original la 4 februarie 2013. Accesat în 15 decembrie 2004.
- „Underground Railroad Quilts & Abolitionist Fairs”. Womenfolk.com. Arhivat din original la 11 octombrie 2014. Accesat în 27 iunie 2022.